# Josiah Wells
Pour les articles homonymes, voir Wells.
Josiah "Jossi" Wells, né le 18 mai 1990 à Dunedin est un skieur acrobatique néo-zélandais spécialiste du halfpipe, du slopestyle et du big air. Il a représenté son pays aux Jeux olympiques de Sotchi 2014 où il a terminé quatrième en half-pipe. Wells a gagné le 18 janvier 2014 son premier concours de Coupe du monde en slopestyle à Gstaad.
Ses frères Byron, Beau-James et Jackson sont également des skieurs acrobatiques de haut niveau et il est entraîné par son père Bruce.
Il a été nommé athlète néo-zélandais de l'année en 2008 et en 2010, où il s'est classé en tête du classement mondial de l'Association des freeskieurs professionnels.

## Palmarès

### Jeux olympiques
Aux Jeux olympiques d'hiver de 2014 à Sotchi il termine 4e en half-pipe et 11e en slopestyle.

### Championnats du monde
- Meilleur résultat : huitième en half-pipe à Inawashiro en 2009

### Winter X Games
Il a remporté quatre médailles aux Winter X Games, trois en argent en 2008, 2010 et 2013 et une en bronze en 2012.

### Coupe du monde
- 1 podium dont 1 victoire.

#### Détails des victoires
| Édition / Épreuve | Slopestyle |
| 2014              | Gstaad     |